# Иван Шарич (шахматист)
 Тази статия е за хърватския шахматист.  За хърватския римокатолически епископ вижте Иван Шарич (духовник).  
Иван Шарич (на хърватски: Ivan Šarić) е хърватски шахматист, гросмайстор.

## Биография
Роден е на 17 август 1990 г. в град Сплит, тогава в СФР Югославия, днес Хърватия. Европейски шампион за момчета до 18 години за 2007 г. Световен шампион за момчета до 18 години за 2008 г. Двукратен шампион на Хърватия за 2009 и 2013 г.
Участник на две шахматни олимпиади и три европейски отборни първенства (2009, 2011 и 2013). Участник в три издания на „Митропа“ (2006, 2007 и 2008), спечелвайки два медала – бронзов отборен (2006) и златен отборен (2008).
Международен майстор от 2007 г. и гросмайстор от 2008 г.

## Турнирни резултати
- 2010 – Задар (първо място на „Задар Оупън“)[7]
- 2013 – Благоевград (първо място след тайбрек на „Благоевград Оупън“ с резултат 7 точки от 9 възможни)[8]
- 2014 – Вайк ан Зее (първо място на „Тата Стийл Челинджърс“ с резултат 9,5 точки от 13 възможни)[9]

## Участия на шахматни олимпиади
| Година | Организатор    | Отбор    | Класиране (отборно) | Дъска |
| 2010   | Ханти-Мансийск | Хърватия | 32                  | Трета |
| 2012   | Истанбул       | Хърватия | 27                  | Първа |